# Courcelon
Courcelon ist ein Ort in der Gemeinde Courroux (JU) in der Schweiz. Der Ort ist stark von der Landwirtschaft geprägt, so gibt es einige grössere Bauernhöfe, wie zum Beispiel Les Bassés. Trotzdem ist Courcelon in den letzten Jahren mehr und mehr zu einem Wohnort geworden. Der Ort hat nur wenige Einwohner (ca. 300), ist also vom Hauptort Courroux abhängig. In Courcelon gibt es trotz dessen Grösse eine Primarschule, eine "Laiterie" sowie eine Kapelle. Im Ort wird wie im ganzen Kanton Jura hauptsächlich französisch gesprochen. Der deutsche Ortsname "Sollendorf" ist heute nicht mehr gebräuchlich.